# Saponaria officinalis
Saponaria officinalis, también conocida como  jabonera, es una especie perteneciente a la familia Caryophyllaceae, nativa de Europa central y meridional, se ha aclimatado en el sudoeste de Asia y Norteamérica, donde crece en taludes, riberas y bordes de los caminos. 

## Características
Es una planta herbácea vivaz y perenne con rizoma subterráneo y raíces laterales. El tallo es robusto y erecto, alcanzando una altura de 30-60 cm. Las hojas son lanceoladas, glabras, de 3-5 cm de longitud y de color verde pálido. Las flores son de color violeta o rosa pálido y son aromáticas. La corola tiene cinco pétalos tubulares y el cáliz cilíndrico. El fruto es una cápsula oblonga con numerosas semillas.

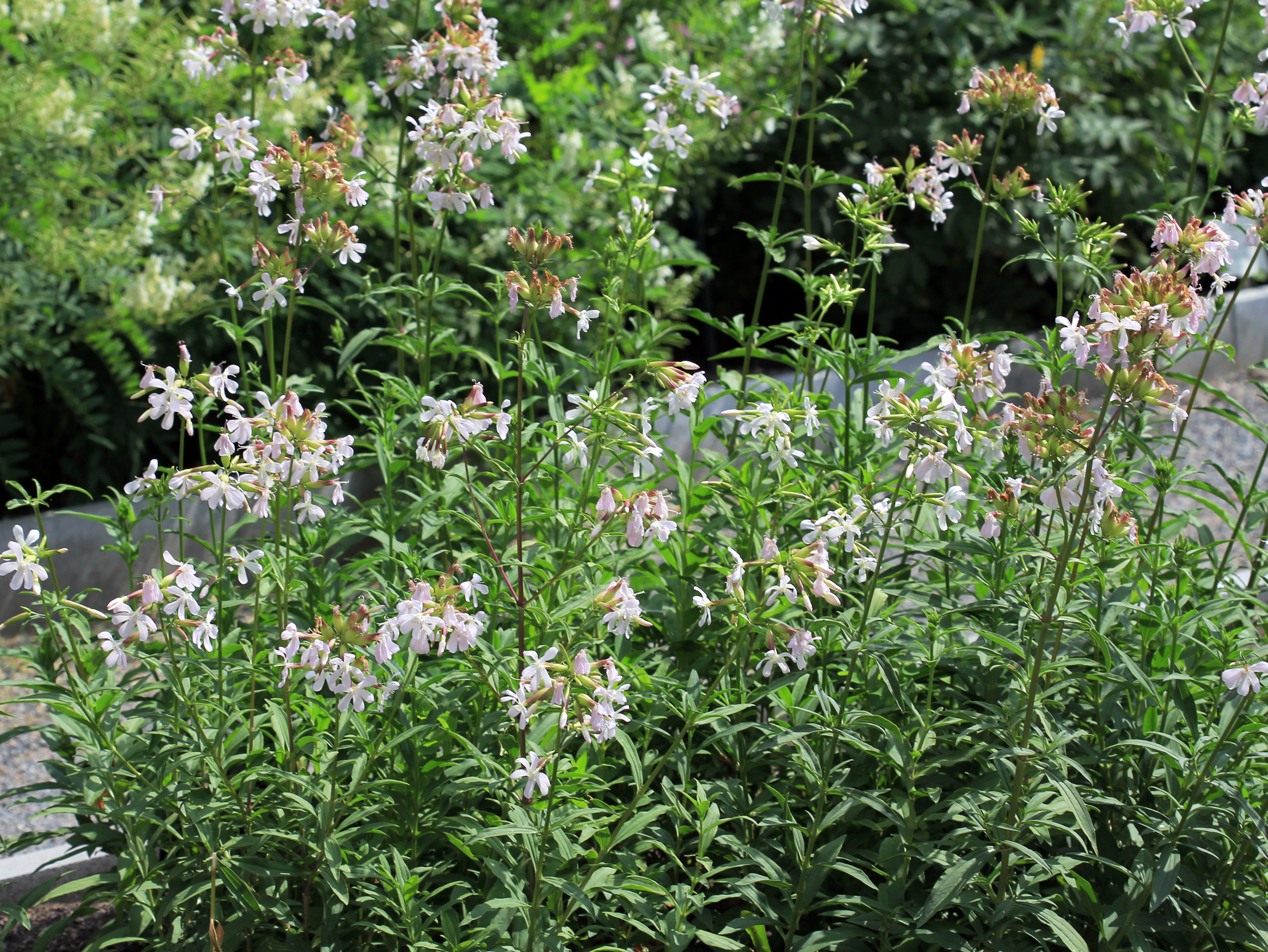
In Prague Botanical garden

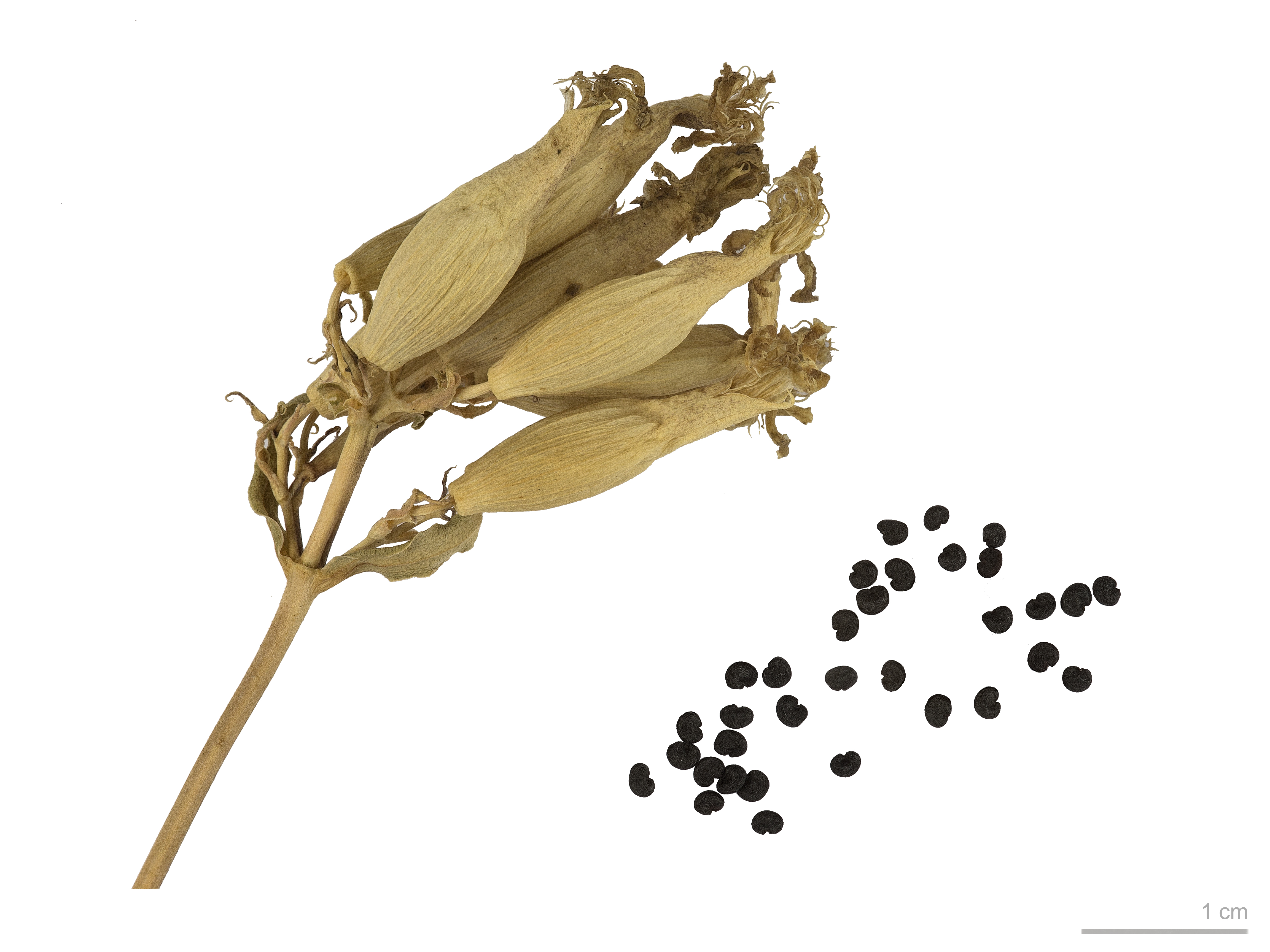
Saponaria officinalis

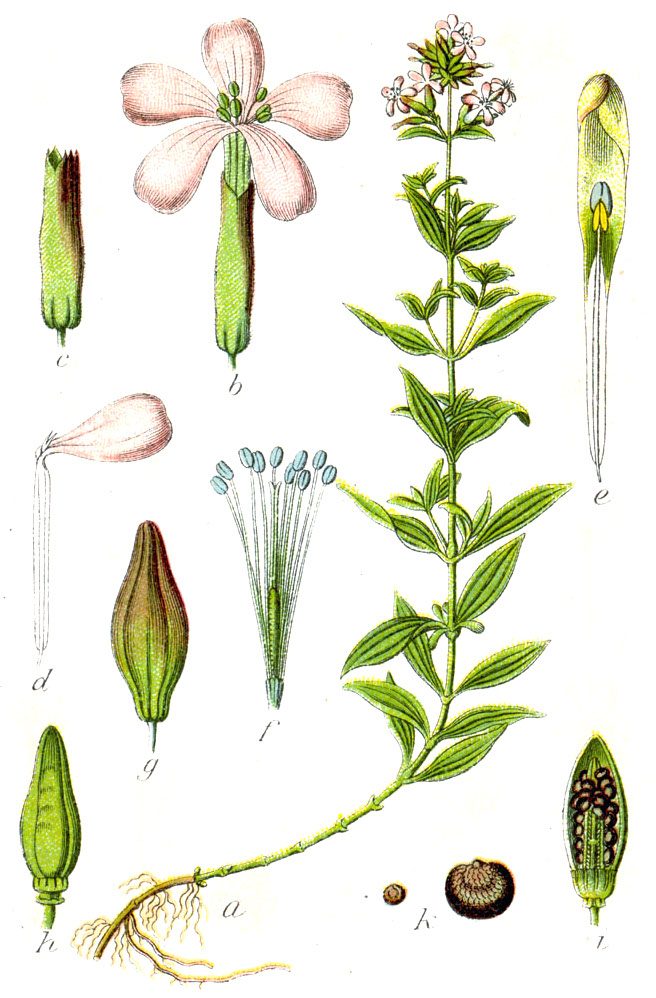
Ilustración

## Propiedades
- El rizoma tiene saponina y en las hojas flavonoides y vitamina C.
- En decocción se usa para la dermatitis y forúnculosis.
- En dosis discretas produce secreción de las mucosas ya que las saponinas producen salivación.
- En Cosmética se utiliza para el cuidado de las pieles con tendencia acneica, tónico, espumante, emulsionante, calmante, antipruriginoso, antiseborreico y limpiador.

## Historia
En la Grecia antigua ya se hacía gran uso de esta planta por los médicos de la época....

## Taxonomía
Saponaria officinalis fue descrita por Carlos Linneo y publicado en Species Plantarum 1: 408. 1753.
Citología
Número de cromosomas de Saponaria officinalis (Fam. Caryophyllaceae) y táxones infraespecíficos: 2n=28
Etimología
Saponaria: nombre genérico que deriva del latín sapo = (jabón), en alusión a las propiedades detersivas que tienen las raíces al contacto del agua.
officinalis: epíteto latino que significa "planta medicinal de venta en herbarios"
Sinonimia
- Saponaria officinalis var. glaberrima Ser. in DC.
- Saponaria vulgaris Bubani[4]
- Bootia saponaria Neck.
- Bootia vulgaris Neck.
- Lychnis officinalis (L.) Scop.
- Lychnis saponaria Jess.
- Silene saponaria Fr. ex Willk. & Lange[5]

## Denominación popular
- Castellano: flor de jabón, flor del jabón, albata, herbada, hierba de bataneros, hierba de jabón, hierba de jaboneros, hierba de los bataneros, hierba de los jabones, hierba jabonera, hierba lanaria, jabonera, jabonera común, jabonera oficinal, palo de jabón, saponaria, siabuneira, xabonera, yerba de bataneros, yerba jabonera, yerba lanaria, yerba xabonera[4]